# Palazzo Larderel
Palazzo Larderel, già Tebalducci, Giacomini, si trova in via de' Tornabuoni 19 a Firenze.

## Storia
Il palazzo fu costruito per la famiglia Tebalducci Giacomini, che in questo punto possedevano una casa da tempi antichi e che aveva acquistato nel 1480 altri due edifici attigui dalla famiglia Antinori. Il progetto per la realizzazione di un palazzo vero e proprio prese piede solo un secolo dopo e fu affidato all'architetto Giovanni Antonio Dosio, che portò a compimento l'opera nel 1580. 
Nel 1793 la famiglia Giacomini si estinse, quindi il palazzo passò per via ereditaria ai Michelozzi-Boni, poi ai Bellini delle Stelle e ai Beaufort-Spontin, finché nel 1839 fu messo in vendita e acquistato da Francesco de Larderel, imprenditore di origine francese arricchitosi avviando in Toscana l'industria del borace, esistente nei "lagoni" di Montecerboli in val di Cecina, dai cui prese nome la località Larderello.
Nella seconda metà del XIX secolo Bianca de Larderel si sposò con Emanuele di Mirafiori, figlio morganatico di Vittorio Emanuele II e della "Bella Rosina". La figlia di Bianca ed Emanuele, Maria Bianca Viviani della Robbia, fu una raffinata scrittrice. Dopo vari passaggi ereditari arrivò, ai giorni nostri, ai Viviani della Robbia.

## Architettura
L'architettura del palazzo si ispirò a modelli tardo-rinascimentali romani, con un'impaginazione molto essenziale, estranea all'estrosità del manierismo fiorentino. 
La facciata è scandita nei tre piani con le cornici marcapiano e impostata su tre aperture per registro: portale tra due finestre inginocchiate al pian terreno, finestre con timpano triangolare e circolare alternate al primo piano e con timpano solo triangolare al secondo, il tutto coronato da un severo cornicione e inquadrato dal bugnato liscio sugli spigoli. Il portale, a differenza dell'architettura tipicamente fiorentina, non è ad arco, ma più classicheggiante col timpano retto da semicolonne tuscaniche, come nel palazzo Bartolini Salimbeni di Baccio d'Agnolo, ed evidenziato dalla sporgenza leggermente più pronunciata di quella delle finestre. 
Le membrature architettoniche sono in pietra bigia.
Sull'angolo con l'antico vicolo delle Lappole si vedono gli stemmi Giacomini-Tebalducci e Larderel.